# Black Mountains, Wales
Black Mountains (walesiska: Mynydd Du) är en bergskedja i Storbritannien.   Den ligger i riksdelen Wales, i den södra delen av landet, 210 km väster om huvudstaden London.

## Geografi
Black Mountains sträcker sig 27,8 km i nord-sydlig riktning. Topografiskt ingår följande toppar i Black Mountains:
- Pen y Beacon
- Pen y Gadair Fawr
- Sugar Loaf